# 廢除強迫勞動公約
《廢除強迫勞動公約》（英語：Abolition of Forced Labour Convention）是國際勞工組織八項基本公約之一，旨在取消1930年《強迫勞動公約》仍准許的某些形式的強迫勞動，例如對罷工的懲罰以及對持有特定政見的懲罰。

## 批准
截至2022年10月，國際勞工組織之187個成員國中已有178國批准該公約，下列9個成員國不曾批准該公約：
- 汶萊
- 東帝汶
- 老撾
- 馬紹爾群島
- 緬甸
- 帛琉
- 大韓民國
- 湯加
- 圖瓦盧

馬來西亞及新加坡曾締約，後退出。另有七個聯合國成員國非國際勞工組織成員國，故尚無資格締約：安道爾、不丹、列支敦士登、密克羅尼西亞聯邦、摩納哥、瑙魯及朝鮮民主主義人民共和國。

## 外部連結
维基文库中的相關文獻：废除强迫劳动公约
- 官方网站
- 废止强迫劳动公约（1957） （页面存档备份，存于）. 联合国.
- 廢除強迫勞動公約 （页面存档备份，存于）. 澳門特別行政區政府勞工事務局.
- Text of the Convention at the ILO site.
- The ILO Special Action Programme to Combat Forced Labour (SAP-FL) （页面存档备份，存于）